# Изотерма
У физици и техници изотерма је линија која приказује промену притиска и запремине при сталној температури (изотермички процес);. у климатологији: линија на метеоролошкој карти која везује места са истим средњим годишњим или месечним температурама.
Изотерма (грчки ισος - "исто", "једнако", и θερμη - "топлота") је изолинија температуре (црта исте температуре) или црте која на карти спајају тачке једнаких вредности температуре (атмосфере, мора и другог). Утицај опадања температуре ваздуха с висином уклања се у вишим пределима редукцијом температуре ваздуха на морску раздаљину, па се добију међусобно упоредиви подаци у ширим размерама (мањи размак између изотерми означава бржу промену температуре између појединих подручја), што се користи у прогнози времена.
Прву карту с уцртаним изотермама објавио је А. Хумболдт 1817. Користи се у метеорологији како би се на временској карти означила места у којима влада једнака температура. Размак између изотерми даје увид обима и брзину промена температуре у појединим подручјима. Ово мерење температуре је значајан податак у прогнози времена. Изотерме се користе и у термодинамици.

## Изотермски процес
Изотермски процес је термодинамички процес, промена стања гаса током које температура термодинамичког састава остаје константна. При таквом процесу укупна доведена или одведена количина топлоте се претвара у механички рад без промена унутрашње енергије.
Изотерма је крива линија која описује промене притиска и волумена при изотермном процесу.